# 만다리나덕

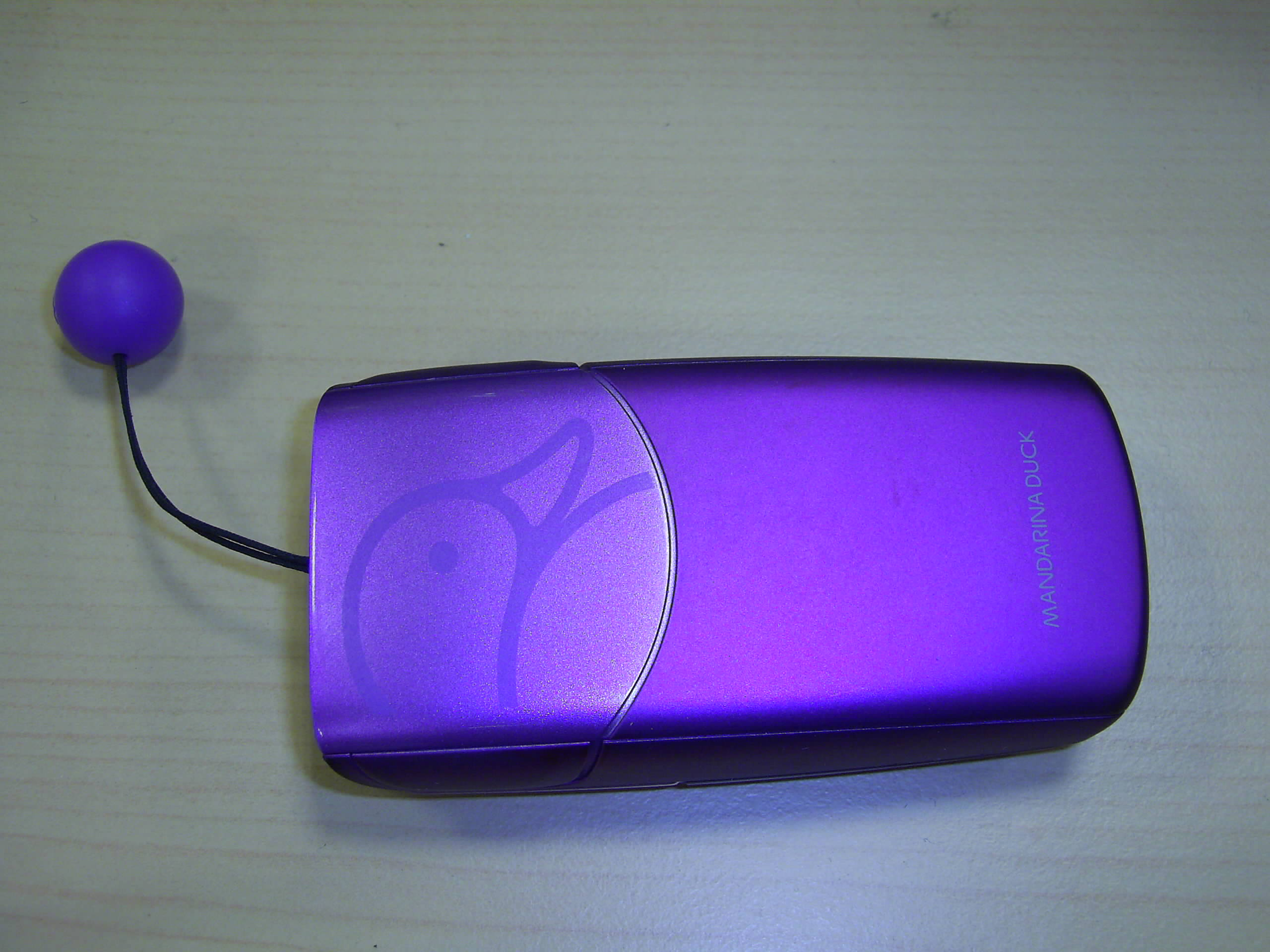

만다리나덕(영어: Mandarina Duck)은 이탈리아의 의류 및 패션 잡화 브랜드이다. 여행용 가방 및 여행 액세서리로 가장 일반적으로 알려져 있지만 이외에도 선글라스, 향수, 시계 등 다양한 악세사리들도 판매하고 있다. 회사 이름과 로고는 동아시아의 강과 호수에 서식하는 아름다운 만다린 오리 (Aix galericulata)에서 유래했다. 1977년 파올로 트렌토(Paolo Trento)와 피에트로 메나토(Pietro Mannato)에 의해 설립되었다.
본사는 이탈리아 볼로냐에 있으며, 파리, 바르셀로나, 뒤셀도르프, 베를린, 비엔나 및 런던 등 유럽 주요 도시에 판매 법인을 두고 있으며, 북아일랜드의 밴브리지 아울렛에도 매장을 두고 있다. 아시아에는 말레이시아에 플래그십 스토어가 있고, 국내에서는 2003년 2월 22일에 (주)나자인에서 '만다리나 덕'을 국내에 도입, 국내 직영점을 통한 영업을 시작한다고 공정공시를 통해 밝혔다. 압구정동에 대형 직영점이 위치해 있다.
지난 2008년까지 핀덕(Finduck) 그룹에서 소유하다 안티치 펠레티에리의 계열사인 부라니(Burani) 그룹에서 인수해 운영하고 있다가 그룹의 갈수록 심각해지는 영업적자 등의 경영난 때문에 매각 손실을 감수하면서 '만다리나 덕' 매각을 감행했다. 2011년 7월 19일, 한국의 유통업체 이랜드그룹은 이랜드리테일을 통해 '만다리나 덕'을 소유한 이탈리아의 부라니(Burani) 그룹과 만다리나 덕 지분 인수 본계약(SPA)을 체결했다고 밝혔다. 한국시장은 지난 2003년부터 부라니 그룹과 장기계약을 맺고 유통해 온 (주)나자인에서 계속 수입판매원을 맡아 사업을 유지하고 있다.